# Benleonardita
La benleonardita és un mineral de la classe dels sulfurs que pertany al grup de la pearceïta-polibasita. Va ser anomenada en honor de Benjamin Franklin Leonard III (1921-2008), mineralogista i geòleg del Servei Geològic dels Estats Units de Denver.

## Característiques
La benleonardita és una sulfosal de fórmula química Ag15Cu(Sb,As)₂S₇Te₄. Cristal·litza en el sistema tetragonal en crostes i omplint fractures formades per grans i llistons, de fins a 100 μm. La seva duresa a l'escala de Mohs és 3.
Segons la classificació de Nickel-Strunz, la benleonardita pertany a 02.LA.10, sulfosals sense classificar sense Pb essencial, juntament amb: dervil·lita, daomanita, vaughanita, criddleïta, fettelita, chameanita, arcubisita, mgriïta, tsnigriïta, borovskita i jonassonita.

## Formació i jaciments
La benleonardita va ser descoberta a la mina Bambollita, al Municipi de Moctezuma (Sonora, Mèxic) en fractures en una riolita vitrofira molt silicificada. També ha estat descrita a Àustria, el Canadà, Egipte, Eslovàquia, els Estats Units, Fiji, Itàlia, el Japó, el Regne Unit, Romania i Suècia.
Sol trobar-se associada a altres minerals com: plata nativa, acantita, hessita, cervel·leïta, pirita, esfalerita, dolomita, quars, tetraedrita i or natiu.